# Consumer Product Safety Commission

Logo du CPSC.

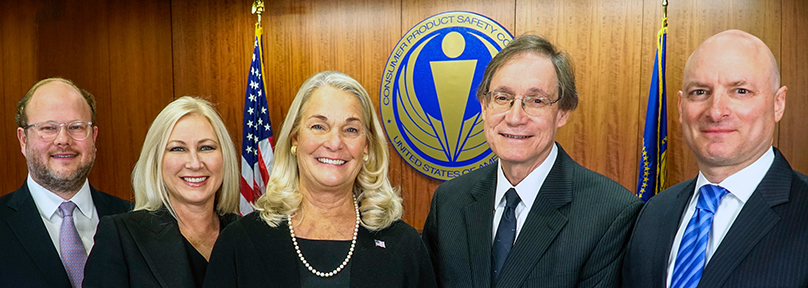
Des membres de la Commission de sécurité des produits consommateurs des États-Unis en octobre 2018 : De gauche à droite, commissaire Peter Feldman, commissaire Dana Baiocco, président par intérim Ann Marie Buerkle, commissaire Robert Adler, et commissaire Elliot Kaye

Le United States Consumer Product Safety Commission (CPSC) est une agence indépendante du gouvernement des États-Unis créée en 1972 par le Consumer Product Safety Act dans le but de protéger les personnes contre les « risques déraisonnables de blessures provenant de produits grand public ». C'est une agence indépendante qui n'appartient à aucun département fédéral. La CPSC est habituellement chapeautée par trois commissaires nommés par le président des États-Unis et confirmés par le Sénat des États-Unis pour un terme de sept ans. Ce sont les commissaires qui déterminent les politiques du CPSC. En 2010, le CPSC est chapeauté par cinq commissaires.

### Traductions de
1. ↑  (en)« against unreasonable risks of injuries associated with consumer products »»